# 루웨로구

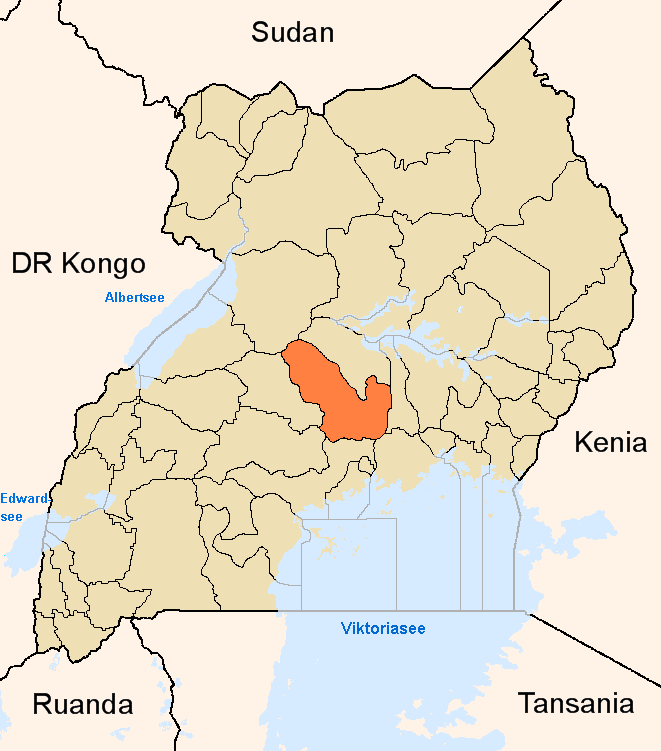
루웨로 구의 위치

루웨로구(Luweero 또는 Luwero)는 우간다 중남부에 위치한 구로, 행정 중심지는 루웨로이며 면적은 2,577.49km2, 인구는 473,963명(2002년 인구 조사 기준)이다.
행정 구역상으로는 중부 주에 속하며 2개 군(카티카무 군, 와부사나 군)을 관할한다. 북쪽으로는 나카송골라 구, 동쪽으로는 카융가 구, 남동쪽으로는 무코노 구, 남쪽으로는 와키소 구와 접한다.